# Cum hiis superioribus annis

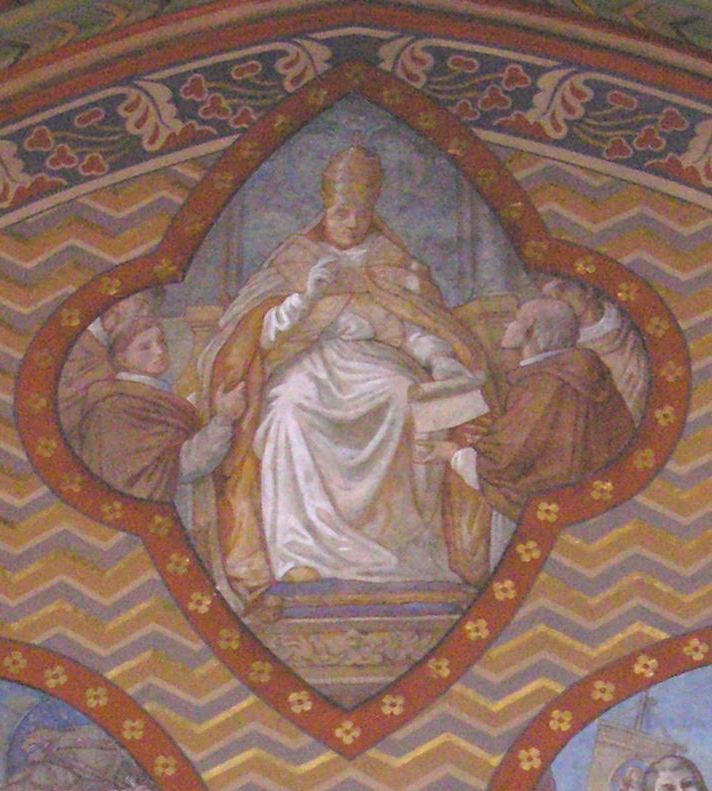
III. Kallixtusz pápa átadja imabulláját a papságnak.
A Budavári Nagyboldogasszony Templomban
Lotz Károly festménye.

III. Kallixtusz pápa imabullája a hódító Oszmán Birodalom ellen irányuló olyan bulla, amely a korábbinál szorgalmasabb hitéletet ír elő a keresztényeknek, hogy a kereszténységet fenyegető oszmán terjeszkedést megakadályozandó, imáival kikönyörögje Istentől a győzelmet. A pápa az imát egy olyan várhoz hasonlítja, amelyet nem lehet bevenni, és tudja, hogy főpásztori rangját nem a csendes nyugalomért kapta – a pápa 77 évesen írta, pápaságának első évében –, hanem nyája szorgalmas irányítása miatt.

## Történeti háttér
Abban a korban született az írás, amikor a reformáció és Amerika felfedezése még nem történt meg nyugaton, de keleten a Bizánci Birodalmat elfoglalta a török. Három év után, azokban a napokban olvasták fel az imabullát Rómában – 1456. június 29. –, amikor a többszörös túlerejű török hadsereg már felsorakozott Nándorfehérvár vára előtt, de a támadást még nem kezdték meg.

## A pápa stílusa
A pápa írásából mély aggodalom szűrődik ki. Aggodalmában Krisztus egyházát félti. Az egyházfő látja, hogy elkerülhetetlen a kereszténység és a török terjeszkedés katonai összecsapása. Már előző bullájában rendelkezett a védekezés anyagi részének biztosításáról. Most viszont még fontosabbnak tartja, hogy az égiek segítségét kérje. Mulasztástól mentes felkészülést akar, ezért a Bibliából bőséges példákat sorol fel tanító jelleggel arra, hogy a katonai összecsapások előtt az esélytelenek imáikkal kiesdekelték a győzelmet. Azután rendeleteivel kifejezi imaszándékait, amelyek minden keresztényre kötelezően kell hassanak.

## A bulla tartalma
Első rész. A pápa az első részben leírást ad a Bizánci Birodalom fővárosának Konstantinápolynak eleste utáni állapotról, kiemelve azt, hogy II. Mohamed szultán korábbi kegyetlenségeire hivatkozva, nem lehet kétség afelől, hogy a török terjeszkedés terve a nyugati keresztény egyház elpusztítása. Őneki a feladata megvédeni főpásztori minőségében a nyájat, mely anyagi fedezet begyűjtéséről már gondoskodott. A megbízottakat szétküldte az uralkodókhoz, akiknek a dolga keresztes hadseregeket szervezni a török ellen.
Második rész. Az Úr megfenyíti azokat, akik ismerik ugyan az Úr akaratát, mégsem tesznek úgy ahogy az Úr szeretné. A „pogány támadás nem más, mint Isten figyelmeztetése”. Ezért imádságot, bűnbánatot kell tartani, hogy az Úr kiengesztelődjék, és vissza kell térni a helyes útra. A Bibliából idézi:
1. Mózes egy hegy tetején magasra emelt karokkal segítette az ütközetet vívó népét. Amikor lankadt a karja népe hátrált, győzött Amalek. Amikor újból magasban volt. a harcban előre lendült népe és győzött.
2. A filiszteusok ellen kérte a zsidó nép Sámuelt könyörögjön Istenhez. És amikor ezt megtette és áldozott, nagy dörgéssel megrémítette az ellenséget és eltávoztak Izraelből.
3. Szennakerib asszír király 85000 embere veszett oda Ezékiás júdai király alázatos imájára.
4. Amikor Izraelt a szomszéd ellenségek teljesen körbeállták, és az ellenség közeledett Jozefát király megrémülve teljes böjtöt hirdetett és alázatosan imádkozott. Az Úr Ihazielre kiöntötte lelkét és megüzente, hogy az Úr fogja megvívni a harcot. Erre még jobban dicsérte az Urat és az ellenség elé vonult népével fohászt énekelve: dicsérjétek az Urat, mert mindörökké tart az ő irgalma. Az ellenség pedig cselvetéseit önmaga ellen fordította saját maguknak okozva sebeket.
5. Judit a gyenge nő, aki az ellenség vezérét megölte egyedül, és imáival Nabukodonozor király gőgjét megtörte, azt a bölcsességet tartalmazza, hogy az Úr ereje nem a sokaságban van, hanem az alázatosaknak és békességeseknek a könyörgésében.
6. Valahányszor a Makkabeusok imádkoztak a harc előtt győzedelmeskedtek, amikor elhanyagolták megfutamodtak.
7. Izrael kiáltását meghallva az Úr a legfényesebb győzelmet adta az egyiptomiak ellen.
8. Ezékiel próféta imádságára életidejét meghosszabbította.
9. A pusztulásra váró Ninive az esdeklést meghallgatta az Úr és irgalmat adott a városnak.

Harmadik rész. A harmadik részben rátér a lelkipásztorok feladataira, arra hogy alaposabban, szorgalmasabban buzdítsa a papság a rájuk bízott népet. Az anyagiak felől már rendelkezett a pápa, most a fontosabb lelki rész miatt teszi közzé apostoli levelében az öt rendeletét.

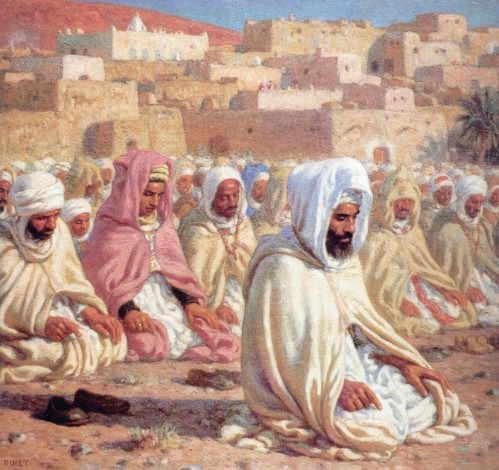
III. Kallixtusz pápa tudatában volt annak, hogy a török hadsereg harcaik megkezdése előtt leborulva imádkoztak Istenhez. Az imabulla vége felé azt kéri, hogy lássák, mekkora bajt zúdítottak a kereszténységre, a törökök „imádságai és jámbor fogadkozásai szálljanak az Istenhez őellenük.”

1. Minden felszentelt pap imádkozza el a híveivel „a pogányok ellen előírt könyörgést”:
Mindenható örök Isten, kinek kezében vannak mindennek hatalmasságai és az összes országok jogai, tekints a keresztények megsegítésére, hogy a pogányok népei, akik a saját erejükben bíznak, jobbod hatalmától megtöressenek.
2. Az összes ország templomaiban a Nona és Vesperás között, tudniillik a Vesperásra harangozás előtt, de azt legalább egy félórával megelőző időpontban, egy vagy több messzehangzó haranggal, hogy jól hallhatók legyenek, naponta háromszor harangoztassanak. A hívők, hallva a harangszót, imádkozzák el a Miatyánkot és az Üdvözlégyet a török ellen.
3. Minden hónap első vasárnapján az összes településen körmenetet tartsanak, amelynek a végén a templomban imádkozzák el „a pogányok ellen előírt könyörgés” imát.
4. Legyen szentbeszéd is, melynek vázlatát közli a pápa Szent Ágostonra és Szent Ambrusra hivatkozva.
5. Búcsúengedélyek a szent keresztes hadjárat befejezéséig.
Befejezés A pápa bizodalmát adja, hogy az ég győzelmet ad Mohamed szektájának követői ellen. Ha viszont valaki hatályon kívülinek tartaná a bulla tartalmát, vagy vakmerően szembehelyezkedik a pápai intelemnek, buzdításnak, parancsnak, az Istennek, Szent Péternek és Szent Pálnak neheztelését vonja maga után.

## Az imabulla emlékezete
- Az imabulla korabeli kézzelfogható eredményét a Nándorfehérvári diadallal hozzák összefüggésbe. A bulla felolvasása Rómában mindössze öt nappal a török Nándorfehérvár elleni támadása előtt történt, míg a győzelemig 27 nap volt az imahadjárat gyakorlására. A pápa nagyon örült a győzelemnek, és rendkívüli gyorsasággal kihirdette Krisztus színeváltozása ünnepét, még aznap, amikor meghallotta a diadal hírét.
- Magyarországon Lotz Károly falfestményén a Mátyás-templom triptichonján III. Kallixtusz pápa éppen átadja a papságnak a bullát, míg a másik két festmény a diadalt ábrázolja.